# 海州区 (阜新市)
海州区（かいしゅう-く）は中華人民共和国遼寧省阜新市に位置する市轄区。

## 行政区画
10街道弁事処、1鎮を管轄する。
- 街道弁事所：新興街道、和平街道、西山街道、河北街道、站前街道、西阜新街道、五竜街道、平安西部街道、工人村街道、東梁街道
- 鎮：韓家店鎮

## 交通

### 鉄道
- 中国国家鉄路集団
  - 新義線（中国語版）
    - 阜新南駅